# نادي سكاندربورغ لكرة اليد
نادي سكاندربورغ لكرة اليد هو نادي كرة يد في الدنمارك تأسس في 1981. يلعب في الدوري الدنماركي لكرة اليد. تبلغ سعة ملعبه 1700 متفرجا.